# Pałac w Sławie
Pałac w Sławie (niem. Schloß Schlawe) – pałac z XVII w. w mieście Sława, w powiecie wschowskim, wpisany do rejestru zabytków nieruchomych województwa lubuskie.
Założycielem domu w Sławie był Melchior von Rechenberg (1549–1625), syn Baltazara z Borowa Polskiego. W 1587 od swojego brata Jana odkupił Sławę. Był członkiem rady cesarskiej i w latach 1589–1600 starostą hrabstwa kłodzkiego. W 1611 otrzymał tytuł barona. Był dwukrotnie żonaty: z Magdaleną von Dyhrn (zm. 1601) i z Magdaleną von Haugwitz (zm. 1624). Z pierwszą żoną miał dwanaścioro dzieci:  m.in. Marię (1580-1606), od 1597 żonę Kaspra Melchiora Rechenberga (1573–1612) z Kliczkowa, który był członkiem rady cesarskiej, tajnym radcą dworu i starostą księstwa świdnicko–jaworskiego; w 1611 otrzymał tytuł czeskiego barona. Mieli pięcioro dzieci: Kaspra, Melchiora, Jana Wolfganga,  Marię Annę i Magdalenę. Jan Wolfgang (1590–1633) został właścicielem wszystkich majątków linii z Kliczkowa i Sławy. W połowie XVII w. posiadłość kupił Johann Franz  von Barwitz (1597-1667), baron von Fernemont. W 1886, dwa lata po bezpotomnej śmierci Karla Hermanna  von Fernemonta (zm. 1884), właściciela Sławy, prawo do posiadłości otrzymał Heinrich Wilhelm hr. von Haugwitz (1839-1907).
Pałac wybudowany w XVII w. Na wysokości drugiego piętra ściany frontowej znajduje trójkątny fronton z herbem von Haugwitz.
Zabytkowy obiekt jest częścią  zespołu pałacowego z  XVII-XIX w., przebudowanego w początkach XX w., w skład którego wchodzą jeszcze:
- oficyna z basztą
- brama wjazdowa z herbem von Fernemont[8]
- park[9]
  - kamienna figura św. Jana Nepomucena z  1730[10][4].

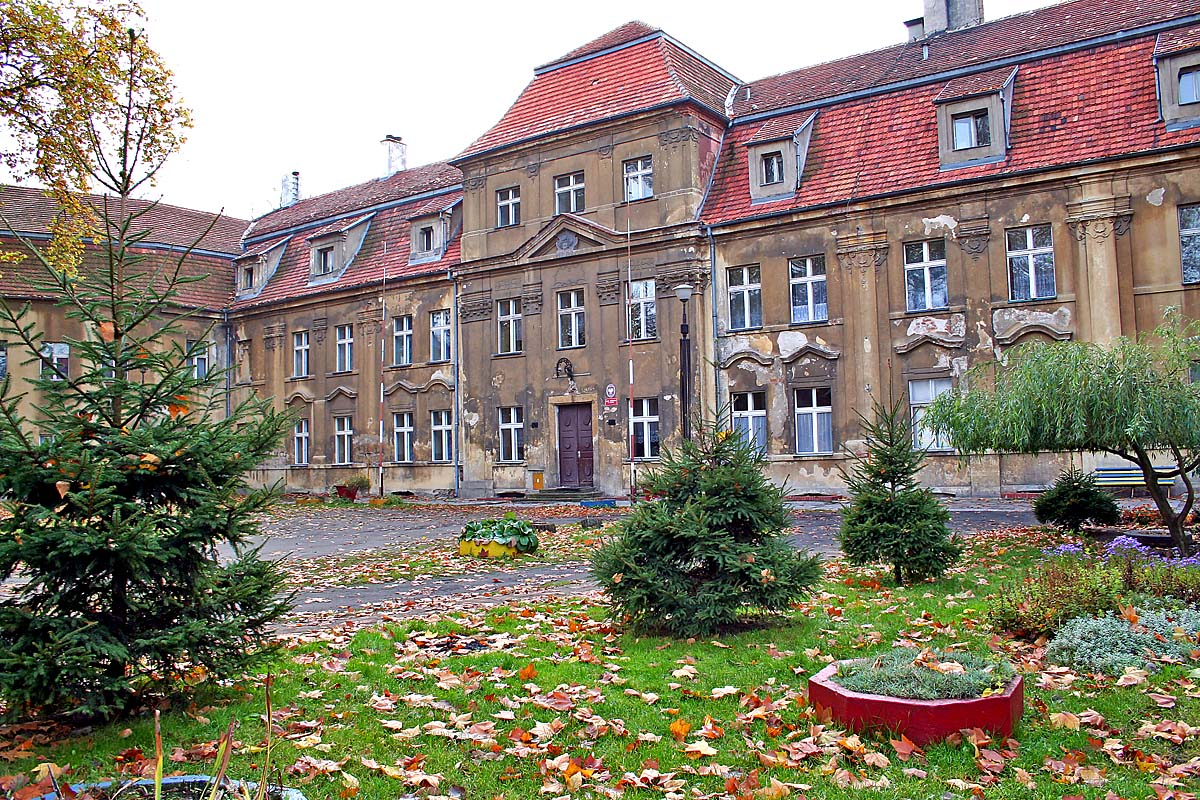
Ryzalit z herbem H. Haugwitza
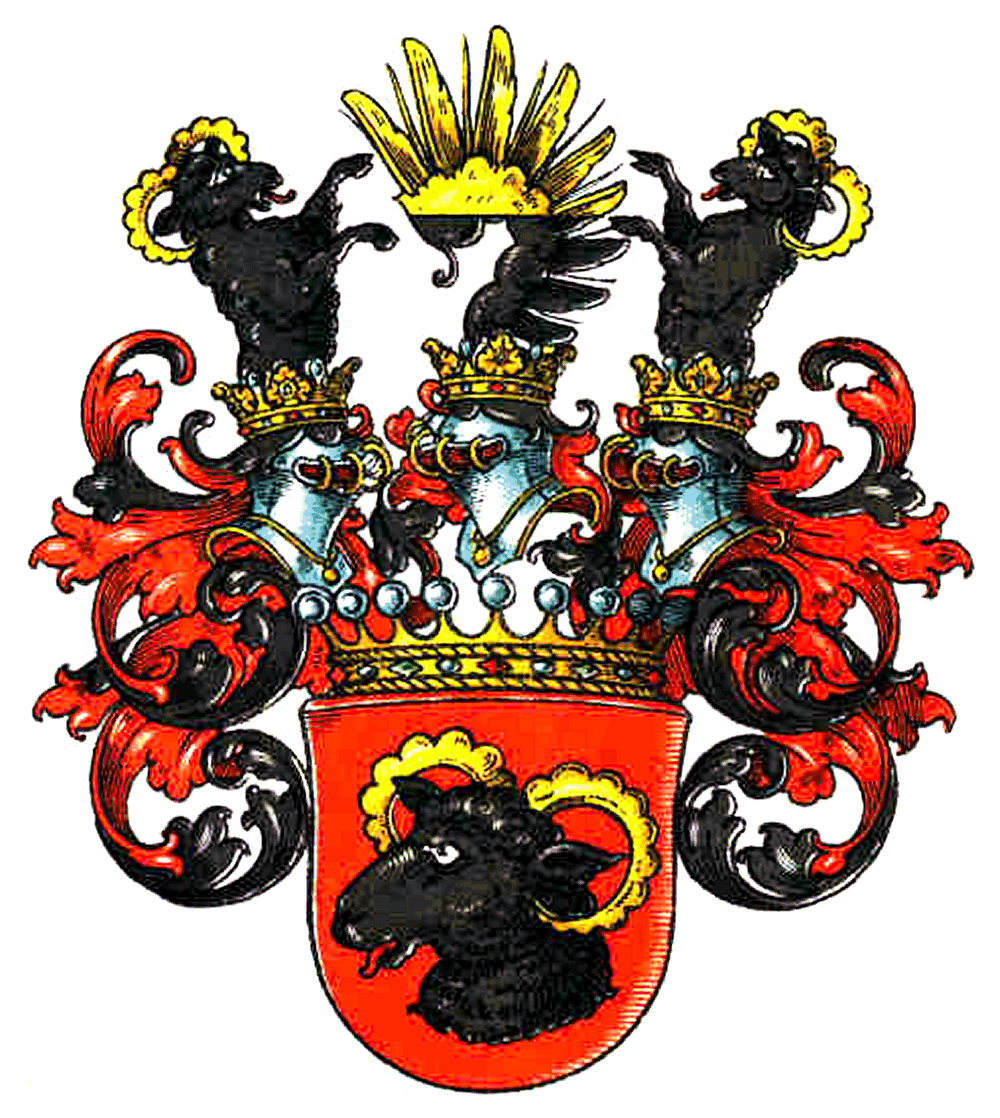
Herb Heinricha von Haugwitza
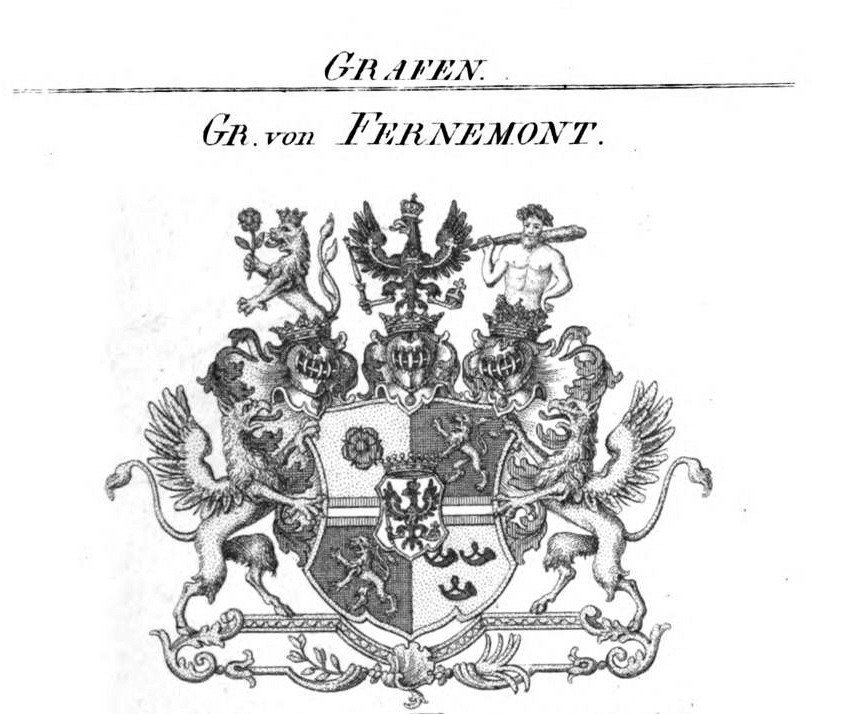
Herb von Fernemonta